# الترجمة السبعينية
السبعينية أو الترجمة السبعينية هي الترجمة اليونانية للعهد القديم التي أجريت في القرن الثالث قبل الميلاد. حيث يذكر أن بطليموس أراد أن يضم إلى مكتبة الإسكندرية الكتب المقدسة لليهود، والبعض يرى أنه بسبب عدد اليهود الذين لايعرفون إلاّ العبرية قام اثنان وسبعون من الأحبار بالترجمة. ويرمز لها بعددها اللاتيني LXX أي سبعون.

## الجدل
اعتمد كاتبو العهد الجديد على النسخة السبعينية، أما اليهود الذين هاجمهم المسيحيون بنبؤات من الترجمة السبعينية فقرروا أنها ليست صحيحة وقبلوا النسخة العبرية فقط. وبما أن الترجمة السبعينية لم تحو كتبا توجد في النسخة الماسورتية مثل سفر طوبيا والمكابيين فليس هناك اتفاق اليوم بين الطوائف على قدسية تلك الكتب التي يسميها البروتستانت (أبوكريفا).

## المخطوطات
لم تبق أي مخطوطات للترجمة السبعينية تعود لما قبل الميلاد[بحاجة لمصدر]، لكن السينائية والفاتيكانية والإسكندرانية هي بعض المخطوطات التي تستعمل النص السبعيني.